# Marina Point
Der Marina Point ist eine Landspitze, welche die nordwestliche Spitze der Galíndez-Insel in der Gruppe der Argentinischen Inseln im Wilhelm-Archipel westlich der Antarktischen Halbinsel bildet.
Teilnehmer der British Graham Land Expedition (1934–1937) unter der Leitung des australischen Polarforschers John Rymill kartierten sie und gaben der Landspitze ihren Namen. Namensgeberin ist Prinzessin Marina von Griechenland und Dänemark (1906–1968), deren Heirat mit George, 1. Duke of Kent im November 1934 auf einen Zeitpunkt fiel, an dem die Penola, eines der beiden Forschungsschiffe der Expedition, die Argentinischen Inseln ansteuerte.